# Flo Rida
Flo Rida, pseudonimo di Tramar Lacel Dillard (Carol City, 16 settembre 1979), è un rapper statunitense.
Ha rappresentato San Marino all'Eurovision Song Contest 2021. Ha debuttato nella canzone Bitch I'm From Dade County, inserita nell'album We the Best di DJ Khaled ed è conosciuto per aver pubblicato vere e proprie hit come Low (featuring T-Pain), rimasta in prima posizione per 10 settimane nelle classifiche statunitensi nel 2008, e Right Round (featuring Kesha), che ha mantenuto la prima posizione per 6 settimane; entrambi i brani hanno battuto il record per le vendite digitali alla loro uscita. Altri successi internazionali del rapper sono Club Can't Handle Me, Good Feeling, Wild Ones, Whistle, I Cry e My House. Nel corso della sua carriera, Flo Rida ha collaborato con numerosi altri artisti internazionali, sia per i suoi brani che per quelli di altri.
Ha prodotto 4 album in studio (Mail on Sunday nel 2008, R.O.O.T.S. nel 2009, Only One Flo (Part 1) nel 2010 e Wild Ones nel 2012) ed un EP (My House nel 2015). Flo Rida è il rapper che ha venduto più copie digitali dei suoi singoli negli Stati Uniti e, in totale, ha venduto 100 milioni di singoli in tutto il mondo.

## Biografia
Nato il 16 settembre del 1979, a Carol City, in Florida, cresce con i genitori e le sette sorelle, alcune delle quali cantano in un locale gruppo gospel. Il cognato di Dillard invece fa invece parte di un noto gruppo rap locale, i 2 Live Crew, e questo lo spinge a formare un proprio gruppo insieme ad altri due amici, chiamato i "GroundHoggz". La sua collaborazione con il membro dei 2 Live Crew, Fresh Kid Ice, attira l'attenzione di DeVante Swing, membro dei Jodeci. Tuttavia Tramar viene rifiutato dalla maggior parte delle major discografiche, così è costreto a cercare altri impieghi al di fuori della musica. Dopo essersi diplomato nel 1998, studia international business management presso l'Università del Nevada - Las Vegas per due mesi, per poi trasferirsi alla Barry University per altri due mesi. Dopo aver ricevuto una telefonata da un rappresentante della casa discografica indipendente Poe Boy Entertainment, ritorna in Florida per tentare nuovamente la carriera musicale. Dillard ottiene un contratto con Poe Boy nel 2006, mentre, sotto il nome di Flo Rida, inizia la collaborazione con altri artisti, come Rick Ross, Trina, T-Pain e Trick Daddy. Un singolo promozionale intitolato Birthday, con Rick Ross, è la sua prima pubblicazione importante. Tuttavia il suo debutto ufficiale avviene con Bitch I'm from Dade County, dall'album di DJ Khaled We the Best, insieme a Trick Daddy, Trina, Rick Ross, Brisco, C-Ride e Dre.

### 2007-2008: Mail on Sunday

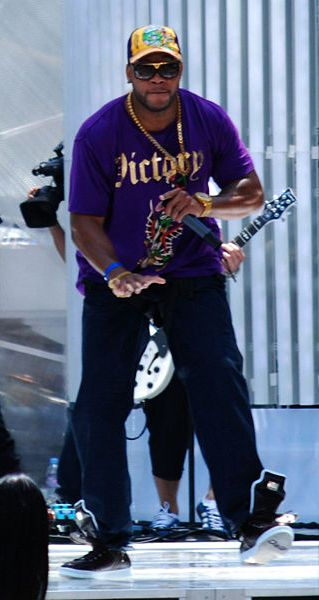
Le prove dei Much Music Video Awards nel 2008 a Toronto.

L'album di debutto di Flo Rida, Mail on Sunday, viene lanciato nel marzo del 2008. Il primo singolo è Low, con la collaborazione di T-Pain, brano che viene anche incluso nelle soundtrack del film Step Up 2 - La strada per il successo. Low raggiunge la prima posizione nella Billboard Hot 100. Seguono poi Elevator, con Timbaland, In the Ayer con will.i.am, e Roll con la collaborazione di Sean Kingston, che entrano anche loro nella classifica della rivista statunitense "Billboard".
Dopo il grandioso successo di Mail on Sunday, Flo Rida compare frequentemente in numerosi singoli di artisti R&B, hip hop e pop, fra cui Move Shake Drop di DJ Laz, We Break the Dawn di Michelle Williams, il remix di 4 Minutes di Madonna, Running Back di Jessica Mauboy, Feel It di DJ Felli Fel ed il remix di Speedin' di Rick Ross. Durante l'estate del 2008, si esibisce dal vivo nel corso del talent show So You Think You Can Dance della Fox. e al MuchMusic Video Awards in Canada. Flo Rida inoltre appare negli album We Global di DJ Khaled, Gutta di Ace Hood e in The Fame di Lady Gaga, fra gli altri.

### 2009-2010:R.O.O.T.S.

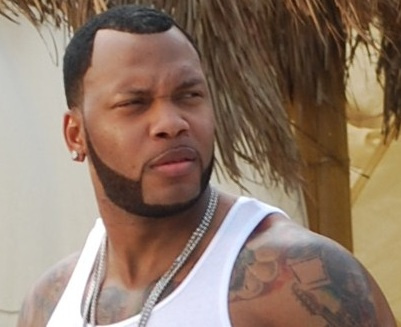
Flo Rida sul set del video di Sugar nel 2009.

Secondo la rivista "Billboard", Flo Rida ha iniziato a registrare il suo album successivo nove mesi dopo Mail On Sunday. L'album, intitolato R.O.O.T.S., viene pubblicato il 21 marzo 2009. Il primo singolo, Right Round, a cui collabora la semi-esordiente Ke$ha, esce a gennaio 2009. Right Round sale dalla posizione 58 alla vetta della Billboard Hot 100 in una sola settimana, e con 636.000 download nella prima settimana, stabilisce un nuovo record, battendo il precedente detenuto da Low, successo sempre di Flo RIda. Right Round utilizza un campionamento di You Spin Me Round (like a Record), successo del 1985 di Dead or Alive. Il secondo singolo è Sugar, a cui collabora Wynter Gordon, a cui segue Jump. Il singolo figura la collaborazione della cantante Nelly Furtado. Il quarto singolo è Be on You featuring Ne-Yo, mentre il quinto è Available featuring Akon.
L'album R.O.O.T.S. debutta all'ottava posizione della classifica Billboard 200, vendendo 55 000 copie nella prima settimana. e circa 536.000 in totale in tutto il mondo. Alla fine del 2009, l'album è l'ottavo disco rap più venduto dell'anno.
Flo Rida compare anche in Feel It di DJ Felli Fel, Starstruck di Lady Gaga e Feel It dei Three 6 Mafia. Bad Boys. Il singolo di debutto di Alexandra Burke, vincitrice dell'edizione britannica di The X Factor Alexandra Burke, che presenta la collaborazione di Flo Rida, debutta alla prima posizione della Official Singles Chart ad ottobre.

### 2010-2011:Only One Flo (Part 1)
Nel marzo 2010 Flo Rida annuncia tramite il suo profilo Twitter che il suo prossimo album si sarebbe chiamato The Only One, "Billboard" riporta che l'album sarebbe stato diviso in due parti. Il singolo Zoosk Girl con T-Pain viene pubblicato sul web il 28 marzo come singolo promozionale, ma non come primo singolo ufficiale estratto dall'album: l'onere spetta a Club Can't Handle Me prodotta da David Guetta, che esce il 28 giugno 2010 e appare anche nella colonna sonora di Step Up 3D. Il singolo debutta alla nona posizione della Billboard Hot 100 negli Stati Uniti e alla quarta nella Billboard Canadian Hot 100.

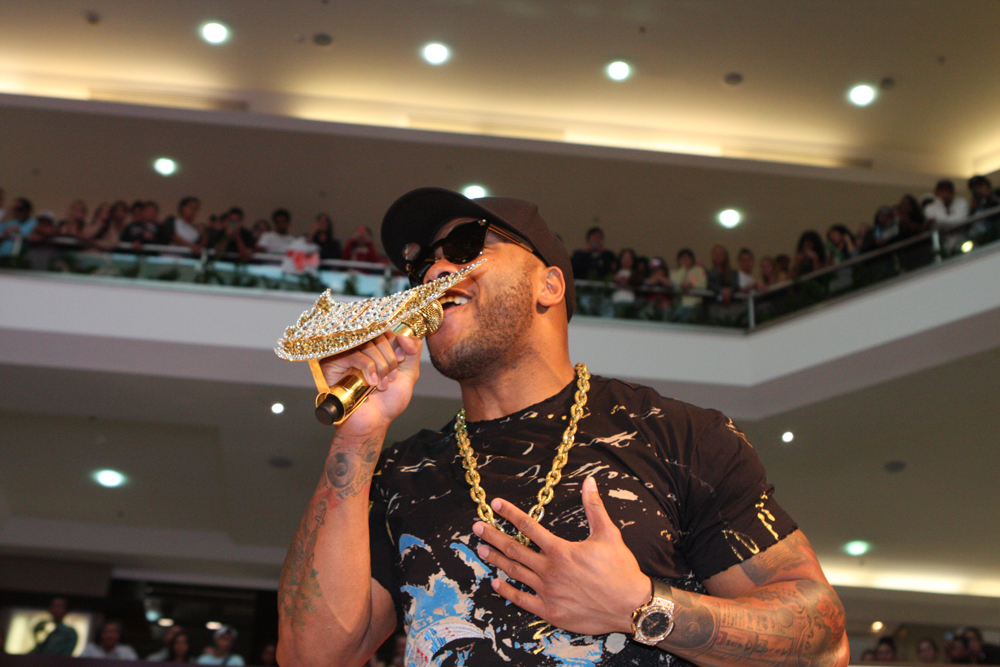
Flo Rida durante un'esibizione nel 2012.

Il 2 novembre Come With Me esce come singolo promozionale insieme a Puzzle, prodotto da Electrixx, ma che non è contenuto nell'album. I singoli che seguono sono Turn Around (5, 4, 3, 2, 1) e, dopo la pubblicazione dell'album nel Regno Unito, Who Dat Girl. Why You Up In Here è l'ultimo singolo estratto dall'album.
Flo Rida appare nel singolo iYiYidel cantante australiano Cody Simpson e in Out My Video della cantante bulgara LiLana. Inoltre collabora con il gruppo femminile inglese The Saturdays per una nuova versione del loro singolo Higher.

### 2011-2013:Wild Ones
Il primo singolo dal quarto album di Flo Rida, Wild Ones (inizialmente chiamato Only One Rida (Part 2)), è Good Feeling, uscito il 29 agosto 2011, che utilizza un campionamento di Levels di Avicii, che a sua volta campiona Something's Got a Hold on Me di Etta James. In seguito alla morte di Etta James avvenuta il 20 gennaio 2012, Flo Rida dedica il brano alla sua memoria. Il singolo raggiunge la terza posizione della Hot 100, la prima in Austria, Germania, Scozia e Regno Unito.
Il secondo singolo è Wild Ones, pubblicato il 19 dicembre 2011, in collaborazione con la cantante australiana Sia, che raggiunge in poco tempo la prima posizione nelle classifiche di molti paesi. Il 1º aprile 2012 Flo Rida canta inoltre Good Feeling e Wild Ones in occasione dell'entrata sul ring di The Rock durante il pay-per view più importante dell'anno: Wrestlemania, in cui lo stesso The Rock batte John Cena.
Il singolo Whistle (uscito nell'aprile del 2012) diventa il tormentone dell'estate 2012, arrivando primo nelle classifiche di 20 paesi. Il rapper nega più volte qualsiasi doppio senso a sfondo sessuale legata alla canzone Whistle, dichiarando di essere un "vero seguace di Gesù".
Il 13 settembre dello stesso anno Flo Rida si esibisce ad America's Got Talent con il suo nuovo singolo I Cry. In un'intervista di "New York Music News", Flo Rida annuncia che il suo prossimo album è in registrazione e che ha concluso le riprese per il video musicale dell'ultimo singolo estratto dall'album Wild Ones, Let It Roll.
In giugno del 2013 collabora con Marc Mysterio per il brano Booty on the Floor, a beneficio delle famiglie delle vittime dell'attentato alla maratona di Boston. In novembre invece collabora con Olly Murs per la canzone Troublemaker.
Nel 2013 vengono pubblicati tre singoli slegati dall'album: il 14 maggio Tell Me When You Ready con Future, il 28 luglio Can't Believe It (con la collaborazione di Pitbull) e il 29 ottobre How I Feel, che campiona il brano Feeling Good di Nina Simone ed entra nella Billboard Hot 100 alla posizione numero 96.

### 2014-2016:My House EP e nuovi singoli
Il quinto album di Flo Rida viene annunciato inizialmente per la fine del 2013, con il titolo The Perfect 10, salvo poi essere posticipato a data da destinarsi e con titolo da stabilire.
In seguito viene annunciato che l'album sarebbe stato preceduto da un EP, chiamato My House, uscito il 7 aprile 2015.
Il 21 ottobre 2014 pubblica il lead single dell'EP: G.D.F.R. (sigla che sta per Going Down For Real) con Sage the Gemini e Lookas, il quale riscuote un ottimo successo raggiungendo l'8ª posizione nella Billboard Hot 100 e segnando così il decimo brano del rapper a raggiungere la top 10 della prestigiosa classifica statunitense. Il brano inoltre raggiunge la 3ª posizione nella classifica US Top 100 di iTunes.
Nel frattempo Flo Rida partecipa al brano Got Me Runnin' Round contenuto in No Fixed Address, album del gruppo rock Nickelback.
Il 3 marzo 2015 pubblica su YouTube, come traccia promozionale, il video del primo brano dell'EP, intitolato Once In A Lifetime. Dopodiché collabora con Jeremih per il singolo Tonight Belongs to U! e, il 19 giugno 2015, esce il secondo singolo estratto dall'EP: I Don't Like It, I Love It, con la collaborazione di Robin Thicke e del bassista Verdine White. La canzone raggiunge la 43ª posizione nella Billboard Hot 100, la 18ª nella classifica US Top 100 e la 41ª nella versione italiana della stessa classifica di iTunes. Il 15 ottobre 2015 esce il terzo singolo, My House, sempre estratto dall'omonimo EP, che nei primi mesi dell'anno successivo ottiene un grande successo internazionale, posizionandosi 4º nella Billboard Hot 100 (il settimo brano del rapper a raggiungere la top 5 della classifica). Il singolo raggiunge inoltre la 1ª posizione nella classifica americana US Top 100 di iTunes e buone posizioni nelle classifiche di tutto il mondo.
Conclusa la promozione dell'EP, il 4 dicembre 2015 lanciaDirty Mind, con la collaborazione del cantante Sam Martin. Il brano raggiunge subito la 38ª posizione nella classifica di iTunes US Top 100. Il 26 febbraio 2016 è la volta di un altro singolo intitolato Hello Friday, con la collaborazione di Jason Derulo, che raggiunge in poco tempo la 18ª posizione nella classifica americana di iTunes e la 79ª nella Billboard Hot 100.
Contemporaneamente Flo Rida prende parte ai singoli di due artisti della sua casa discografica, usciti rispettivamente in febbraio e in marzo: Rollercoaster di Natalie La Rose e Red Cup di Gorilla Zoe (insieme anche ad Afrojack).
Nel maggio del 2016 pubblica il singolo At Night con la collaborazione della cantante americana Liz Elias e di Akon. Nello stesso mese si avvale della collaborazione della cantante italiana Arianna per il singolo Who Did You Love. Il 29 luglio del 2016 lancia il singolo Zillionaire, utilizzato come colonna sonora del film Masterminds.

### 2017-2020:Cake eNuovi talenti
Nel dicembre del 2016 un brano di Flo Rida intitolato Cake, con la collaborazione di 99 Percent, viene incluso nell'album-playlist della casa discografica Atlantic Records, ossia This Is a Challange. Il brano è stato in seguito ripubblicato come singolo del rapper statunitense, ottenendo un discreto successo e raggiungendo la 73ª posizione nella Billboard Hot 100.
Il 22 agosto del 2016 Flo Rida collabora con Pitbull e Lunchmoney Lewis per il brano Greenlight, estratto come singolo del decimo album di Pitbull (Climate Change).
Il 17 febbraio del 2017 lancia un nuovo singolo intitolato Game Time, realizzato con la collaborazione di Sage The Gemini. In un'intervista rilasciata a luglio del 2017, Flo Rida annuncia che il suo quinto album è già in produzione e completo al 70%. Il 17 novembre 2017 pubblica il singolo Hola con la collaborazione di Maluma. Nel 2018 lancia tre singoli: il 2 marzo Dancer, in maggio Sweet Sensation e in settembre In My Mind, Part 3 (feat. Georgi Kay); per sfruttare il recente successo del reggaeton nel mercato musicale internazionale, prende parte inoltre ad alcuni brani di artisti latinoamericani, tra i quali Osmani Garcia e De La Ghetto.
Nel 2019 pubblica il singolo Snack e partecipa assieme a Lil Jon e Nategawd al singolo Take a Shot and Make a TikTok. Flo Rida riduce quindi la propria produzione musicale e la sua presenza sulle scene per concentrarsi sul lancio – attraverso l'etichetta discografica di sua proprietà, International Music Group (IMG) – di nuovi artisti nell'industria musicale, quali Oya Baby e Int'l Nephew.

### 2021-presente:Eurovision Song Contest 2021 e Nuovo album
Flo Rida nel 2021 prende parte al singolo Adrenalina di Senhit, scelto per partecipare all'Eurovision Song Contest 2021 di Rotterdam come brano in gara per San Marino.
Attraverso il proprio profilo Instagram annuncia che durante il 2021 riprenderà la propria attività musicale, pubblicando un nuovo album.

## Promozione di prodotti
Nel 2014 Flo Rida ha commercializzato il proprio programma di workout, chiamandolo Flo Fit e nel frattempo ha firmato un contratto con Celsius per la sponsorizzazione di un nuovo energy drink, Flo Fusion..
Nello stesso anno ha iniziato la sponsorizzazione di vari prodotti: una gamma di smartwatch della Iconbitus chiamata Flo Callisto, degli speaker professionali e dei microfoni della IK Multimedia chiamati rispettivamente iLoud e iRig Mic.
Ha collaborato anche con POP Culture Living per la creazione di una linea di bicchieri chiamata Life of the Party, frase che costituisce, tra l'altro, il proprio soprannome autoattribuitosi.
È diventato inoltre "ambasciatore internazionale" della Empire Rockefeller Vodka.

## Vita privata
Il rapper ha fondato in Florida due organizzazioni no-profit: la Big Dreams For Kids Foundation e la Florida Youth Football League (FYFL), dedicate allo sport di squadra e con lo scopo di migliorare l'educazione dei giovani, supportare e migliorare le condizioni delle famiglie.
Nel 2010 ha fondato una propria etichetta discografica, International Music Group (IMG), di cui fanno parte artisti come Natalie La Rose e Gorilla Zoe.
Nel 2011 viene arrestato a Miami Beach per guida in stato di ebbrezza.
Nel 2012 ha creato Gospel Explosion, un evento per le famiglie che si tiene annualmente a Miami.
Nel 2013 viene citato in giudizio da Mothership Music per non essersi presentato ad un evento in Australia, durante il quale si sarebbe dovuto esibire e per il quale era stato pagato.
Nel 2014 ha ricevuto le chiavi della sua città natale, Carol City e nel 2015 ha prodotto il film The Secrets of the Magic City, ambientato a Miami.

## Discografia

### Album in studio
- Mail on Sunday (2008)
- R.O.O.T.S. (2009)
- Only One Flo (Part 1) (2010)
- Wild Ones (2012)

### EP
- My House[77] (2015)

## Riconoscimenti

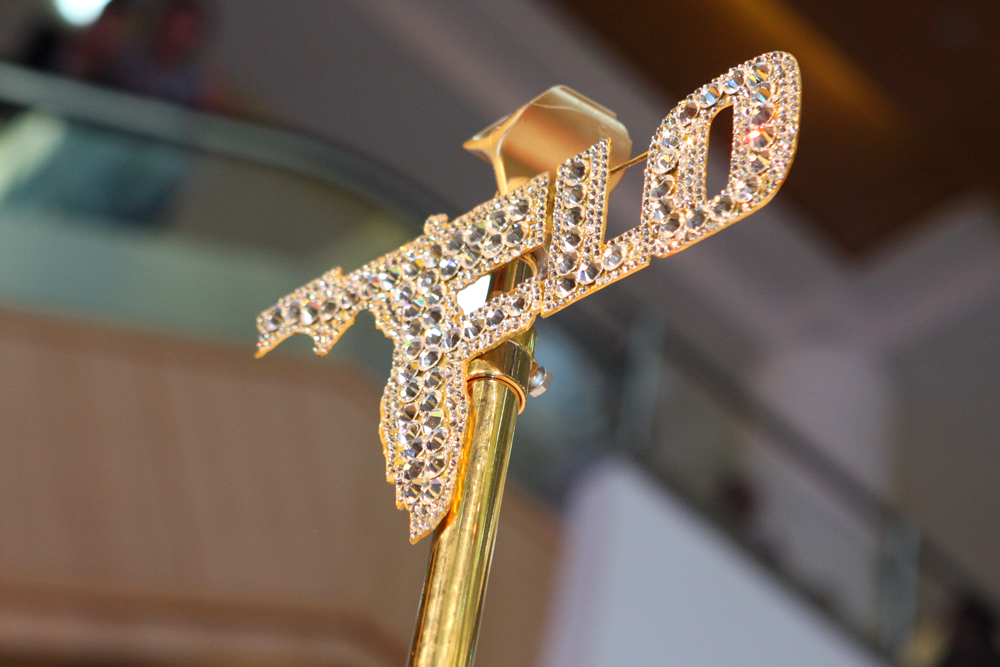
Il microfono utilizzato dal rapper in alcune esibizioni, che rappresenta la prima parte del suo logo.

| Anno | Genere                           | Premio                                                        | Risultato       |
| ---- | -------------------------------- | ------------------------------------------------------------- | --------------- |
| 2008 | American Music Award             | Breakthrough Performer                                        | Candidato/a     |
| 2008 | American Music Award             | Favorite Male Hip-Hop Artist                                  | Candidato/a     |
| 2008 | BET Awards                       | Best New Artist                                               | Candidato/a     |
| 2008 | BET Awards                       | Best Collaboration (Low con T-Pain)                           | Candidato/a     |
| 2008 | BET Hip Hop Awards               | Ringtone of the Year (Low con T-Pain)                         | Candidato/a     |
| 2008 | BET Hip Hop Awards               | Rookie of the Year                                            | Candidato/a     |
| 2008 | BET Hip Hop Awards               | Best Hip-Hop Collabo (Low con T-Pain)                         | Candidato/a     |
| 2008 | MuchMusic Video Awards           | Best International Video (Low cln T-Pain)                     | Candidato/a     |
| 2008 | MuchMusic Video Awards           | People's Choice Favorite International Video (Low con T-Pain) | Candidato/a     |
| 2008 | MTV Video Music Awards           | Best Hip-Hop Video (Low con T-Pain)                           | Candidato/a     |
| 2008 | MTV Video Music Awards           | Best Male Video (Low con T-Pain)                              | Candidato/a     |
| 2008 | Ozone Awards                     | Breakthrough Artist                                           | Candidato/a     |
| 2008 | Ozone Awards                     | Club Banger of the Year (Low con T-Pain)                      | Candidato/a     |
| 2008 | Teen Choice Awards               | Choice Breakout Artist                                        | Candidato/a     |
| 2008 | Teen Choice Awards               | Choice Rap Artist                                             | Candidato/a     |
| 2008 | Teen Choice Awards               | Choice Hook-Up (Low con T-Pain)                               | Vincitore/trice |
| 2009 | ARIA Music Awards                | Breakthrough Artist Single (Running Back con Jessica Mauboy)  | Candidato/a     |
| 2009 | ARIA Music Awards                | Highest Selling Single (Running Back con Jessica Mauboy)      | Vincitore/trice |
| 2009 | APRA Awards                      | Urban Work of the Year (Running Back con Jessica Mauboy)      | Vincitore/trice |
| 2009 | Grammy Awards                    | Best Rap/Sung Collaboration (Low con T-Pain)                  | Candidato/a     |
| 2009 | MTV Australia Awards             | Best Video (Low con T-Pain)                                   | Candidato/a     |
| 2009 | MTV Australia Awards             | Best Collaboration (Running Back con Jessica Mauboy)          | Candidato/a     |
| 2009 | MTV Video Music Awards           | Best Hip-Hop Video (Right Round con Kesha)                    | Candidato/a     |
| 2009 | NT Indigenous Music Awards       | Single Release of the Year (Running Back con Jessica Mauboy)  | Vincitore/trice |
| 2009 | People's Choice Awards           | Favorite Hip-Hop Song (Low con T-Pain)                        | Vincitore/trice |
| 2009 | Teen Choice Awards               | Best Hip-Hop Rap Track (Right Round con Kesha)                | Candidato/a     |
| 2010 | APRA Awards                      | Urban Work of the Year (Running Back con Jessica Mauboy)      | Candidato/a     |
| 2010 | Grammy Awards                    | Best Rap Album (R.O.O.T.S.)                                   | Candidato/a     |
| 2010 | Grammy Awards                    | Album of the Year (The Fame come artista partecipante)        | Candidato/a     |
| 2010 | Latin Billboard Music Awards     | Crossover Artist Of The Year                                  | Candidato/a     |
| 2010 | Latin Billboard Music Awards     | Crossover Artist of the Year, Solo                            | Candidato/a     |
| 2010 | People's Choice Awards           | Hip-Hop Artist of the Year                                    | Candidato/a     |
| 2012 | Premios 40 Principales           | Mejor Artista Internacional en Lengua No Española             | Candidato/a     |
| 2012 | Premios 40 Principales           | Mejor Álbum Internacional en Lengua No Española               | Candidato/a     |
| 2012 | Teen Choice Awards               | Single by Male Artist (Good Feeling)                          | Candidato/a     |
| 2012 | Teen Choice Awards               | R&B/Hip-Hop Artist                                            | Candidato/a     |
| 2012 | Teen Choice Awards               | R&B/Hip-Hop Song (Wild Ones con Sia)                          | Candidato/a     |
| 2012 | Teen Choice Awards               | Music Star Male                                               | Candidato/a     |
| 2012 | Billboard Music Award            | Top Rap Song (Good Feeling)                                   | Candidato/a     |
| 2012 | International Dance Music Award  | Best R & B/Urban Dance Track (Good Feeling)                   | Candidato/a     |
| 2012 | International Dance Music Award  | Best Rap/Hip Hop Dance Track (Good Feeling)                   | Candidato/a     |
| 2012 | MTV Europe Music Awards          | Best Male                                                     | Candidato/a     |
| 2012 | MTV Europe Music Awards          | Best World Stage Performance                                  | Candidato/a     |
| 2012 | American Music Awards            | Favorite Pop/Rock Male Artist                                 | Candidato/a     |
| 2013 | Peoples Choice Awards            | Favorite Hip-Hop Artist                                       | Candidato/a     |
| 2013 | Grammy Awards                    | Best Rap/Sung Collaboration (Wild Ones con Sia)               | Candidato/a     |
| 2013 | NRJ Music Awards                 | International Male Artist of the Year                         | Candidato/a     |
| 2013 | International Dance Music Awards | Best Rap/Hip-Hop Dance Track (Wild Ones con Sia)              | Vincitore/trice |
| 2013 | Billboard Latin Music Awards     | Crossover Artist of the Year                                  | Candidato/a     |
| 2013 | 2013 Billboard Music Awards      | Top 100 Artist                                                | Candidato/a     |
| 2013 | 2013 Billboard Music Awards      | Top Male Artist                                               | Candidato/a     |
| 2013 | 2013 Billboard Music Awards      | Top Digital Songs Artist                                      | Candidato/a     |
| 2013 | 2013 Billboard Music Awards      | Top Rap Artist                                                | Candidato/a     |
| 2013 | 2013 Billboard Music Awards      | Top Rap Song (Wild Ones con Sia)                              | Candidato/a     |
| 2013 | 2013 Billboard Music Awards      | Top Rap Song (Whistle)                                        | Candidato/a     |